# Erró
Guðmundur Guðmundsson, mais conhecido como Erró (Ólafsvík, Islândia, 19 de julho de 1932), é um pintor pós-modernista. Ele estudou arte na Noruega e na Itália, e residiu em Paris, na Tailândia e na ilha de Formentera a maior parte de sua vida. Em 1989 ele doou uma grande coleção de suas obras para o Museu de Artes de Reiquiavique, que colocou a parte dele em exposição permanente e abriu um site onde todo o acervo pode ser visitado.
Em 2010 ele foi acusado de plágio pelo artista Brian Bolland por copiar um trabalho dele, não dar crédito e vender.